# Symphyotrichum anticostense
Aster d’Anticosti
Espèce
Symphyotrichum anticostense (ou Aster anticostensis), ou aster d’Anticosti, est une espèce de plante à fleurs de la famille des Asteraceae. 
Depuis février 2001, l'aster d'Anticosti est protégée au Québec par Loi sur les espèces menacées et vulnérables,,. Elle est également protégée par la Loi sur les espèces menacées d'extinction du Nouveau-Brunswick et inscrite sur la Liste des espèces en péril au Canada depuis 2003. Environ 95 % de la population mondiale se trouve au Canada.  

## Description
Elle mesure de 10 à 75 cm. Sa tige est rougeâtre et ses feuilles entières ou très finement dentées sont étroites, allongées, rigides et arquées. Malgré sa capacité à se reproduire de façon sexuée, elle privilégie la reproduction végétative, ce qui restreint sa diversité génétique et la rend plus vulnérable,.

## Habitat
Elle pousse sur des platières de rivières à débit élevé et des sols calcaires. Au Saguenay-Lac-Saint-Jean, son habitat est menacé par la construction immobilière et, à l'île d'Anticosti, par le broutage intensif d'une importante population de cerfs de Virginie.

## Distribution géographique
L'aster d'Anticosti vit au Nouveau-Brunswick et au Québec, où son aire de distribution se limite au centre sud de l'île d'Anticosti, à la Gaspésie et à Masthteuiatsh au Saguenay-Lac-Saint-Jean.